# Сипанк

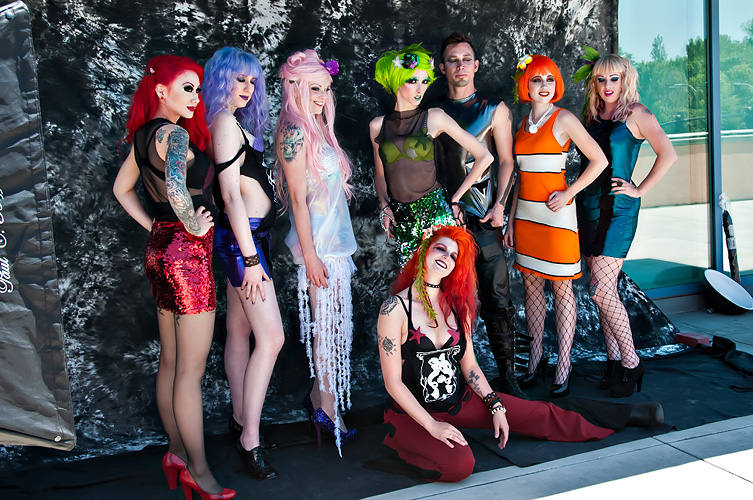
Сипанк-модели на небольшом показе мод

Сипанк (англ. Seapunk; от слов «море» и «панк») — микрокультура с идентифицирующим жанром музыки, веб-дизайном и стилем. Появилась в Интернете в 2011 году, создана небольшой группой энтузиастов социальных медиа, ностальгировавших по ранней интернет-культуре 1990-х годов. Сипанк, особенно в стиле одежды, обращается к эстетике морских глубин. Газета New York Times описывает сипанк как «веб-шутку с музыкой». Течение получило ограниченную популярность через социальные сети (главным образом Tumblr) в Интернете.
Помимо особенностей внешности, поклонников стиля объединяет философия свободы самовыражения и стремления к познанию себя и окружающего мира.

## История
Сипанк появился как мем и тенденция на сайте Tumblr, позже возник стиль одежды и музыки. Термин «seapunk» придумал пользователь с ником DJlilinternet в 2011 году, написавший первое сообщение о тренде на Twitter.

Моряцко-панковская кожаная куртка с ракушками вместо шиповОригинальный текст (англ.)Seapunk leather jacket with barnacles where the studs used to be
Задумка «морские панки» моментально разнеслась по блогосфере с соответствующим хештегом.
В 2011 году статья в журнале Cluster Mag сообщила о появлении сипанка. Сипанк описывался в ней как «явление в основном на базе Интернета, зародившееся в Tumblr и Twitter и означающее образ жизни и эстетику ношения вещей океанической и морской тематики».
На большую сцену сипанк вышел с подачи американского бренда одежды Proenza Schouler в сентябре 2012 года. Его основатели Джек Макколлойг и Лазаро Хернандес запустили анимированный видеоряд в поддержку своего нового магазина на Мэдисон Авеню под названием Desert Tide с англ. — «прилив в пустыне». Видео по своей стилистике очень напоминает компьютерную анимацию 1990-х годов с сильной пикселизацией, яркими неоновыми цветами, как в видеоиграх.
Новый тренд был подхвачен такими модными домами, как Versace, Chanel, Givenchy. Внешнюю атрибутику стиля использовали в своих музыкальных видео Леди Гага, Кэти Перри, Рианна и Ники Минаж, чем, вызвали недовольство интернет-поклонников стиля, желавших оставаться в андеграунде. Элементы стиля сипанк прослеживаются также и в творчестве украинской группы The Hardkiss.

## Музыка «сипанк»
Майлз Реймер из Chicago Reader описывает музыку жанра сипанк как «стиль, который включает биты хауса 90-х годов, поп-музыки и R&B последних 15 лет или около того, и свежие веяния в южном хип-хопе в блестящей обёртке с околдовывающей энергетикой, которая напоминает музыку нью-эйдж и chopped and screwed хип-хоп-микстейп в примерно равной степени». Согласно New York Times, музыка, связанная с сипанком, представляет собой «крохотный» поджанр, заимствующий из таких стилей, как витч-хаус, чиптюн, драм-н-бейс и южный рэп.
В январе 2012 года сипанк стал известен в международной печати благодаря журналу Dazed & Confused. Катя Гэнфилд дала интервью Альберту Редвайну в статье «Сипанк: новый клубный способ въехать в будущее на суббасовых звуковых волнах».
Среди прочих артистов, связанных с этой сценой называют: Blank Banshee, Crystal Castles, Fire For Effect, Merman, Slava, Unicorn Kid, Kreayshawn и Splash Club 7.

## Характеристика сипанка
Стиль характеризует использование большого количества оттенков синего и зелёного, напоминающих водную тематику; украшений из раковин, сёрферских клетчатых курток и таких символов как инь-ян, улыбающиеся лица, дельфины, рыбы; разнообразных отсылок к 1990-м годам. Также сипанки часто пользуются электроникой 1990-х, иногда полностью исключая из обихода соответствующую современную технику: играют в тетрис, на старых приставках, пользуются компьютерами 1990-х годов выпуска, слушают музыку на кассетах или компакт-дисках.
Визуальные доминанты стиля сипанк обращаются к Web 1.0, эстетике Windows 95, неоновым цветам, подводному миру. Как принты используются дельфины, русалки, единороги, герои мультфильмов (например, Спанч-боб, Патрик), пальмовые листья, тропические рыбы, символы инь-ян. В цветах одежды преобладают оттенки цвета морской волны. Волосы окрашивают в синие, зелёные, розовые оттенки, чтобы получился эффект выгорания на солнце. Аксессуары стиля — круглые солнечные очки с зеркальным стеклом, анималистические водные татуировки, бижутерия из ракушек.

## Сипанк в цифровых изображениях и использование социальных сетей в СМИ
Совместные изображения в популярной социальной сети Tumblr являются одним из аспектов этой новой тенденции. Изображения с участием мигающего неонового цвета и вращающиеся геометрические фигуры, плавающие в океанах блестящей синей или зелёной воды, в потоке страниц с хештегом #seapunk. Цифровые изображения сипанка построены в основном на стиле World Wide Web 1990-х. Эти образы породили новые интернет-поджанры, состоящие из подобных тем, таких как слимпанк и айспанк.
Рэпер Бэнкс, Азилия использовала сипанк-образ в клипе «Атлантис» 2012 года. Клип певицы Рианна на песню «Diamonds» 2012 года также является примером стиля сипанк.
Элементы стиля сипанк встречаются на показах модных дизайнеров, таких как Versace.

## Ссылка
- Коммодитизации по Seapunk Salacious Sound, 2012. (англ.)
- MTV News Канадского отрезок видео (англ.)
- Молодежные субкультуры: то, что они сейчас? The Guardian, март 2014. (англ.)